# Argentine Association Football League de 1891
A Argentine Association Football League de 1891, foi a primeira associação do futebol argentino, apesar da Asociación del Fútbol Argentino não reconhecer esta organização como sua antecessora e sua duração foi curta, a organização durou apenas naquele ano, sua fundação foi muito importante para a história do futebol mundial, uma vez que organizou o primeiro evento oficial do esporte fora da Grã-Bretanha e dos Países Baixos.

## Fundação
Em 7 de março de 1891, a ata de fundação da Argentine Association Football League Argentina de Football League foi assinada por uma comissão formada pelos senhores F. L. Wooley (Presidente), Rovenscraf, Arcels, Mc Ewen, Hughes, Mc Intoch e Lamont.
Esta associação tinha três objetivos: 
- a disputa de um torneio regular por pontos;
- a formação de uma entidade para supervisionar sua organização;
- elaboração de um código de regras.

## Torneio
Sob os auspícios desta associação, o primeiro campeonato de futebol da Argentina foi orgalizado com a participação de cinco equipes:Old Caledonians, Buenos Aires and Rosario Railways, Buenos Aires Football Club, Belgrano Football Club e Saint Andrew's.
| Temp. | Campeões                                   | Terceiro colocado             |
| ----- | ------------------------------------------ | ----------------------------- |
| 1891  | Saint Andrew's (13) e Old Caledonians (13) | Bs.As. al Rosario Railway (7) |